# Сабљак Село
Сабљак Село је насељено мјесто у саставу града Огулина у Карловачкој жупанији, Република Хрватска.

## Историја
До територијалне реорганизације у Хрватској налазио се у саставу старе општине Огулин. Сабљак Село као самостално насељено мјесто, постоји од пописа 2001. године. Настао је издвајањем из насеља Огулин.

## Становништво
На попису становништва 2011. године, Сабљак Село је имало 254 становника.